# Literaturjahr 1525
Liste der Literaturjahre

◄◄ | ◄ | 1521 | 1522 | 1523 | 1524 | Literaturjahr 1525 | 1526 | 1527 | 1528 | 1529

Weitere Ereignisse

## Ereignisse

### Schriften im Deutschen Bauernkrieg
- Am 15. und am 20. März treffen sich die Vertreter der oberschwäbischen Bauerngruppen (des Baltringer Haufens, des Allgäuer Haufens und des Bodensee-Haufens) in Memmingen und verabschieden die Zwölf Artikel und die Bundesordnung. Diese beiden sind die einzigen der vielen Programme des Bauernkrieges, die gedruckt werden. Besonders die Zwölf Artikel werden innerhalb der nächsten zwei Monate mit einer für die damalige Zeit ungeheuren Auflage von insgesamt 25.000 Exemplaren gedruckt und verbreiten sich im Gebiet des Heiligen Römischen Reiches.

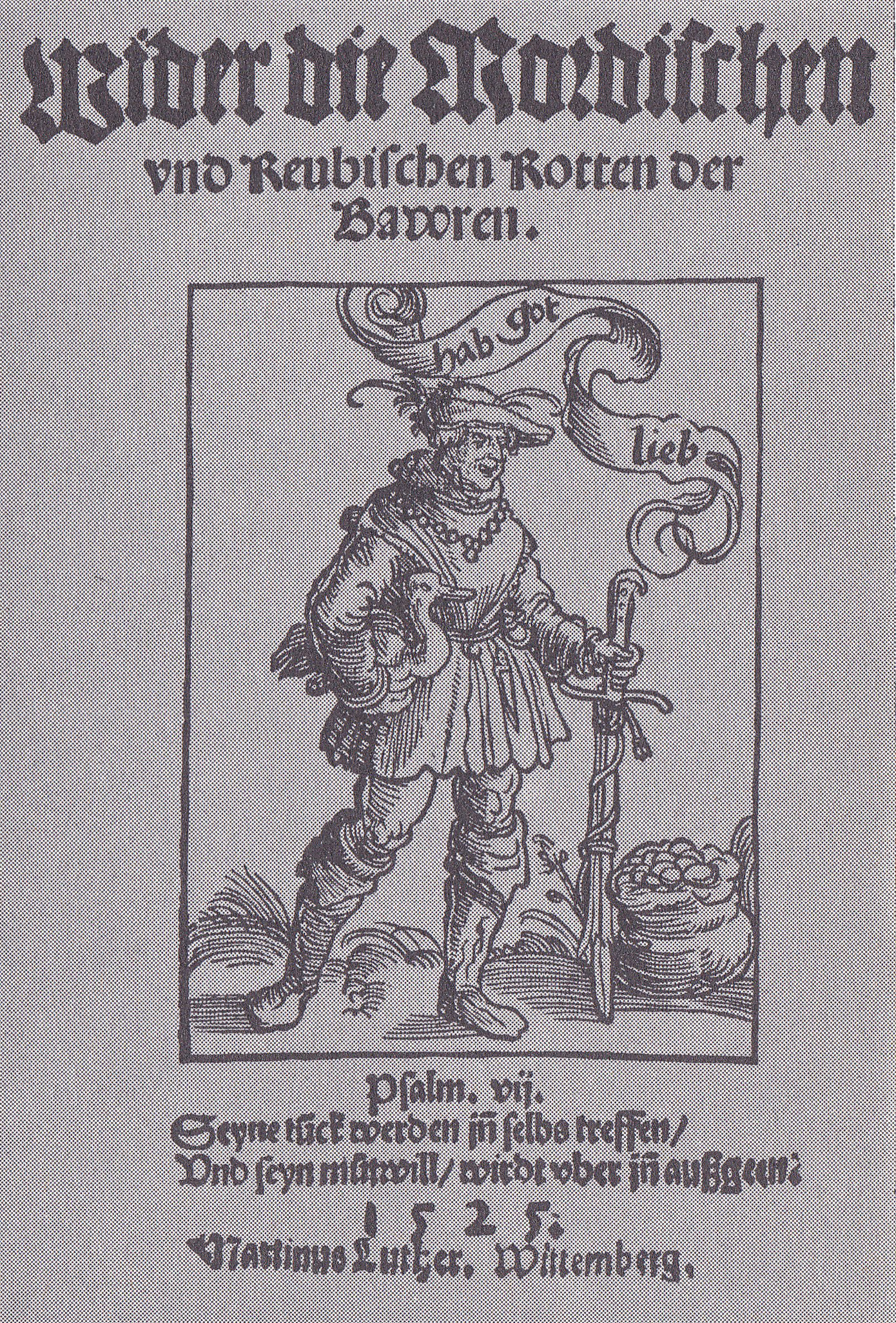
Martin Luther – Wider die Mordischen und Reubischen Rotten der Bawren

- 16. April: Graf Ludwig von Helfenstein wird im Deutschen Bauernkrieg gegen den Willen des gemäßigten Bauernführers Wendel Hipler durch aufständische Bauern unter Jäcklein Rohrbach und „der Schwarzen Hofmännin“ in Weinsberg zum Tode verurteilt und tags darauf vor der Stadt getötet; für Martin Luther ist die „Weinsberger Bluttat“ Anlass für seine Schrift Wider die Mordischen und Reubischen Rotten der Bawren.

### Dichtung
- Il Petrarco, eine Ausgabe der Werke von Francesco Petrarca durch Allesandro Vellutello, erscheint erstmals. Sie wird im 16. Jahrhundert neunundzwanzig Mal nachgedruckt.
- Das anonyme Gedicht King Alexander aus dem frühen 14. Jahrhundert wird erstmals gedruckt.[1]

### Schauspiel
- Niklaus Manuels Schauspiel Der Ablasskrämer hat Uraufführung.
- Niccolò Machiavellis Komödie Clizia wird uraufgeführt.

### Religion

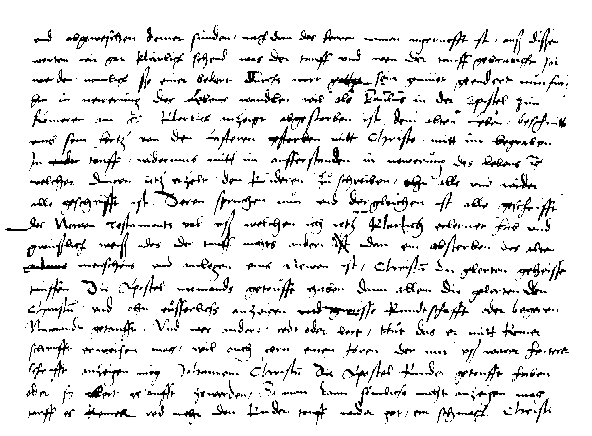
Felix Mantz: Protestation und Schutzschrift an den Rat von Zürich (1524/25)

- Felix Manz verfasst Ende 1524/Anfang 1525 die Protestation und Schutzschrift, ein Verteidigungsschreiben an den Stadtrat von Zürich im Konflikt mit Huldrych Zwingli über die Säuglingstaufe.
- September: Der englische Reformator William Tyndale übersetzt das Neue Testament ins Englische. Der Druck der Bücher in Köln wird von antilutherischen Kräften behindert. Kopien des Werkes gelangen erst 1526 nach England.[2]
- 21. Oktober: Im Abendmahlsstreit übersenden Theologen um Johannes Brenz an Johannes Oekolampad das Syngramma Suevicum.

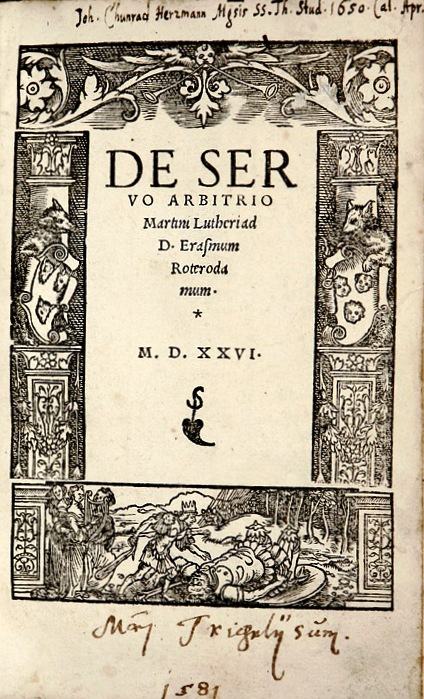
Martin Luther – De servo arbitrio

- Dezember: Martin Luther verfasst die gegen Erasmus von Rotterdam und dessen These De libero arbitrio gerichtete Schrift De servo arbitrio.
- Der italienische Franziskanermönch Francesco Giorgi veröffentlicht sein Werk De harmonia mundi totius.
- Paracelsus bringt De septem puncti idolotriae christianae heraus.

- Ulrich Zwingli verfasst Commentarius de vera et falsa religione. Er behandelt darin ausführlich die zentralen Punkte seiner Theologie in Abgrenzung zur katholischen Tradition.

### Wissenschaftliche Werke

#### Mathematik

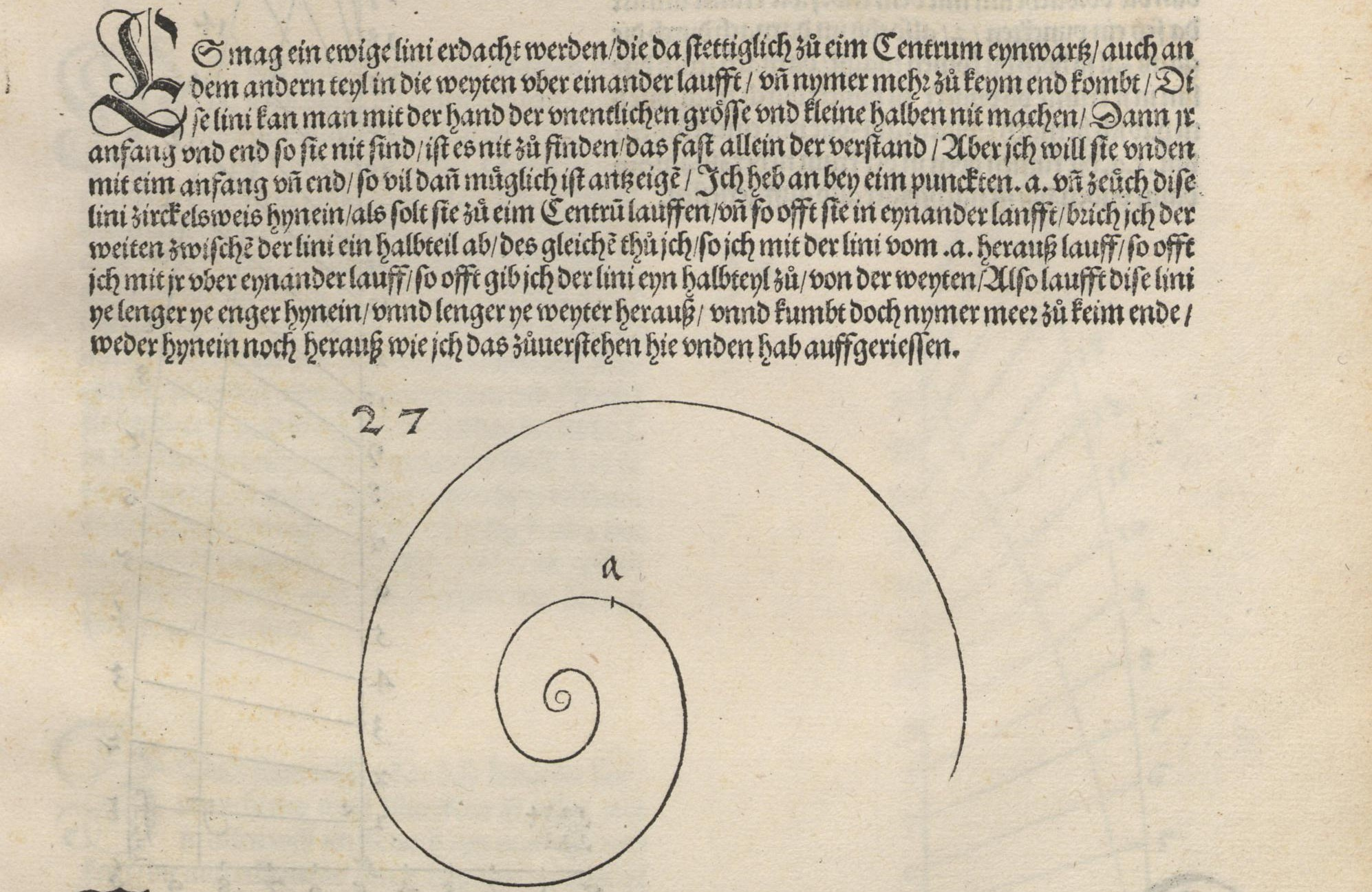
Beschreibung und Freihandzeichnung einer logarithmischen Spirale aus der Underweysung mit dem Zirckel und richtscheyt von Albrecht Dürer

- Albrecht Dürer veröffentlicht mit seiner Underweysung der Messung mit dem Zirckel und Richtscheyt in Linien ebnen unnd gantzen corporen, das erste Mathematikbuch deutscher Sprache mit bedeutenden neuen Erkenntnissen.

#### Sprachwissenschaften
- Pietro Bembo veröffentlicht in Venedig seine sprachtheoretische Untersuchung Prose della volgar lingua („Abhandlung über die Volkssprache“).

## Geboren

### Geburtsdatum gesichert
- 6. Januar: Caspar Peucer, deutscher Kirchenreformer, Mathematiker, Astronom, Mediziner, Diplomat und Schriftsteller († 1602)
- 29. Januar: Lelio Sozzini, italienischer Humanist, Jurist und Theologe († 1562)
- 19. März: Caspar Cruciger der Jüngere, lutherischer Theologe († 1597)
- 15. April: Tilemann Stella, deutscher Bibliothekar, Mathematiker, Geometer, Kartograf und Astronom († 1589)
- 7. November: Georg Cracow, deutscher Jurist und Staatsmann († 1575)
- 1. Dezember: Tadeáš Hájek z Hájku, tschechischer Astronom und persönlicher Arzt des Rudolf II. († 1600)

### Genaues Geburtsdatum unbekannt
- Friedrich Dedekind, deutscher Schriftsteller und Theologe († 1598)
- Hans Wilhelm Kirchhof, deutscher Landsknecht, Dichter und Übersetzer († 1605)

### Geboren um 1525
- 1524/1525: Luís de Camões, portugiesischer Nationaldichter († 1579 oder 1580).
- George Gascoigne, englischer Dichter († 1577)

## Gestorben

### Todesdatum gesichert
- 3. April: Giovanni Rucellai, italienischer Dichter (* 1475)
- 18. Mai: Pietro Pomponazzi, italienischer Humanist und Philosoph (* 1462)

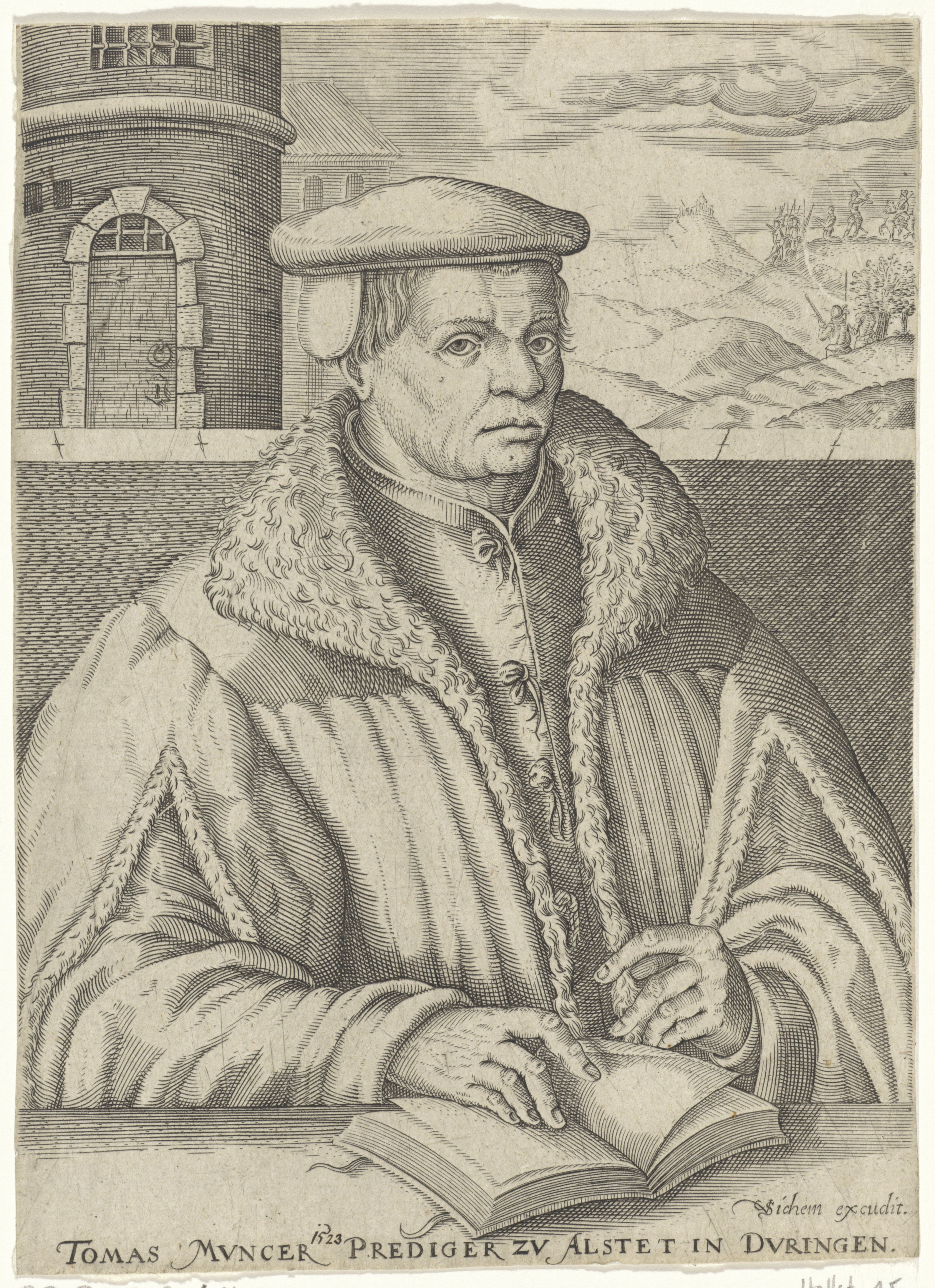
Thomas Müntzer; † 27. Mai

- 27. Mai: Thomas Müntzer, evangelischer Theologe und Revolutionär (* um 1489)
- 12. Juli: Nicolaus Marschalk, deutscher Rechtswissenschaftler, Humanist und Historiker (* um 1455)

### Genaues Todesdatum unbekannt
- Johann Haller, Buchdrucker in Krakau (* 1463)
- Lucio Cristoforo Scobar, italienischer Latinist, Romanist, Italianist, Hispanist, Grammatiker und Lexikograf spanischer Herkunft (* 1460)